# منتخب الصين تحت 18 سنة لهوكي الجليد للرجال
منتخب الصين تحت 18 سنة لهوكي الجليد للرجال هو ممثل الصين الرسمي في المنافسات الدولية في هوكي الجليد تحت 18 سنة.